# グッドライフアワード
グッドライフアワードとは、環境省が「環境と社会によい暮らし」を実践している優れた活動や取り組みを顕彰する制度。
環境に優しい社会の実現を目指し、日本各地で実践されている活動や取り組みを環境省が主体となって募集して紹介、表彰し、活動や社会を活性化するための情報交換などを支援していくプロジェクトのこと。

## 沿革
- 2015年（平成27年） 第3回グッドライフアワード - 環境大臣賞（最優秀賞）は、沖縄県のチームの「サンゴ再生プロジェクト」。ほかに優秀賞3件、グッドライフ特別賞6件、実行委員会特別賞22件の取り組みを選定した[2][3][4][5]。グッドライフ特別賞は「福島ひまわり里親プロジェクト」[6]など。